# Chi Kơ nia
Đối với Irvingia F.Muell., 1865, xem bài về Polyscias.
Chi Kơ nia (danh pháp khoa học: Irvingia) là một chi chứa các loài cây gỗ trong họ Kơ nia (Irvingiaceae), nguyên sản của châu Phi và Đông Nam Á. Chúng có các quả ăn được, tương tự như xoài, và được đánh giá cao vì quả hạch chứa nhiều chất béo và protein.
Tại châu Phi, các quả hạch phảng phất hương thơm thông thường được phơi nắng cho khô để bảo quản để sau đó bán dưới dạng nguyên vẹn hay dạng bột. Nó có thể trộn thành dạng bột nhão để làm bánh mì dika hay sôcôla Gabon. Do hàm lượng các chất nhầy cao nên nó có thể dùng làm chất cô đặc trong các món ăn như xúp Ogbono. Quả cũng thể ép để lấy dầu ăn.
Gỗ cứng, có ích trong xây dựng.

## Các loài
IPNI liệt kê 27 danh pháp khác nhau (chủ yếu tại châu Phi) cho chi này, nhưng chưa kiểm chứng được có bao nhiêu danh pháp chỉ là đồng nghĩa của nhau. Trong bài này chỉ liệt kê hai danh pháp cho 2 loài tại hai khu vực. 
- Irvingia gabonensis (Aubry-Lecomte cũ O'Rorke) Baill.: Xoài Gabon
- Irvingia malayana Oliv. cũ A. W. Benn.: Kơ nia

## Hình ảnh

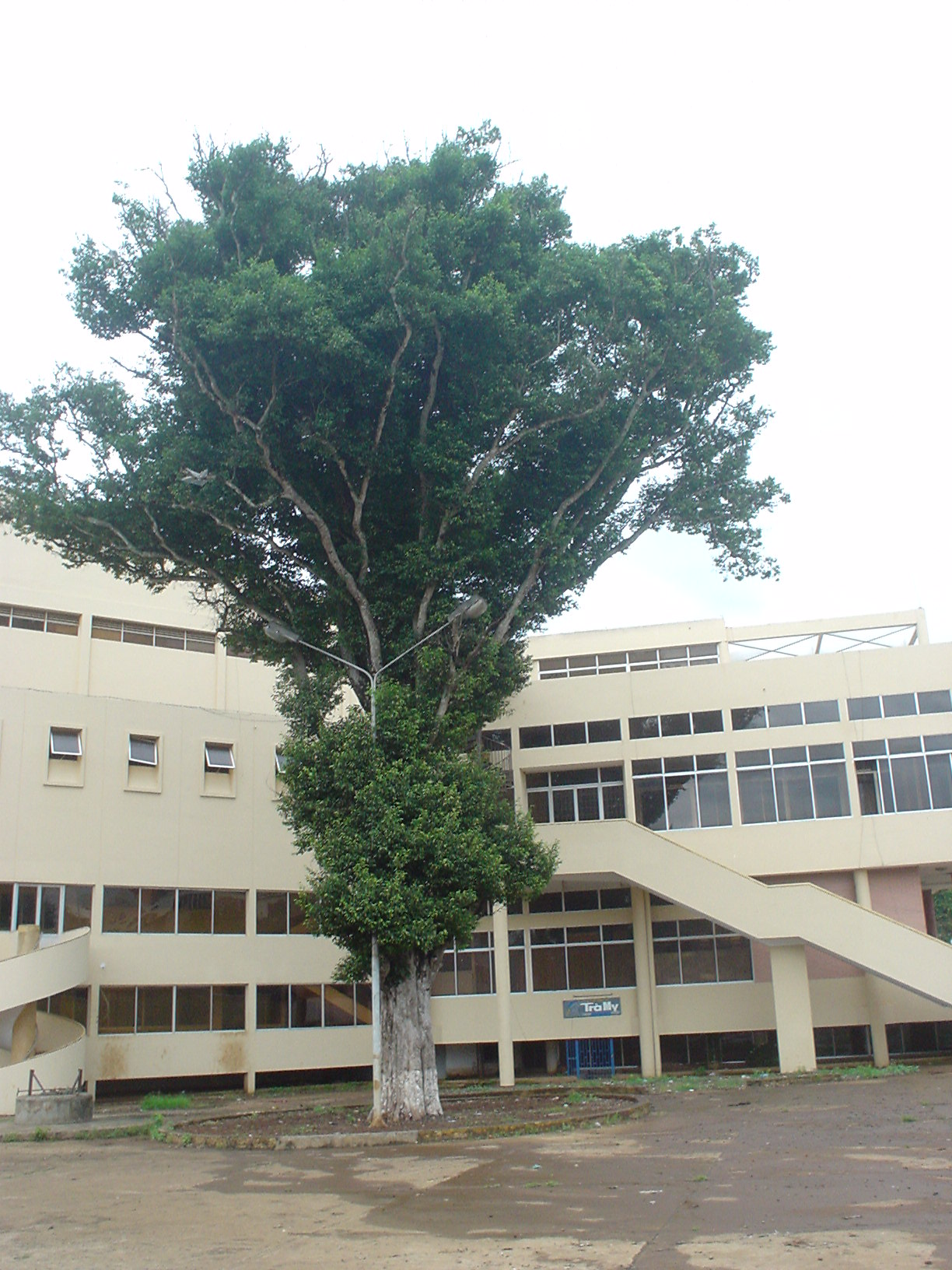
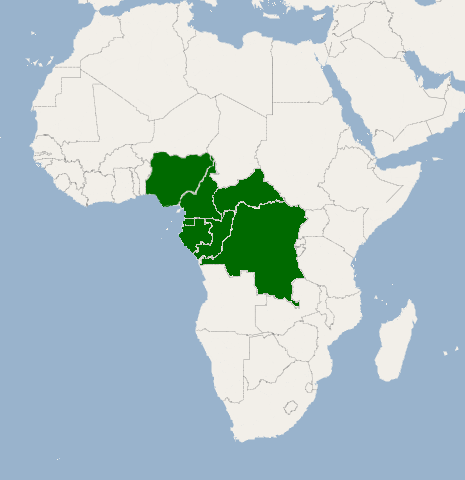
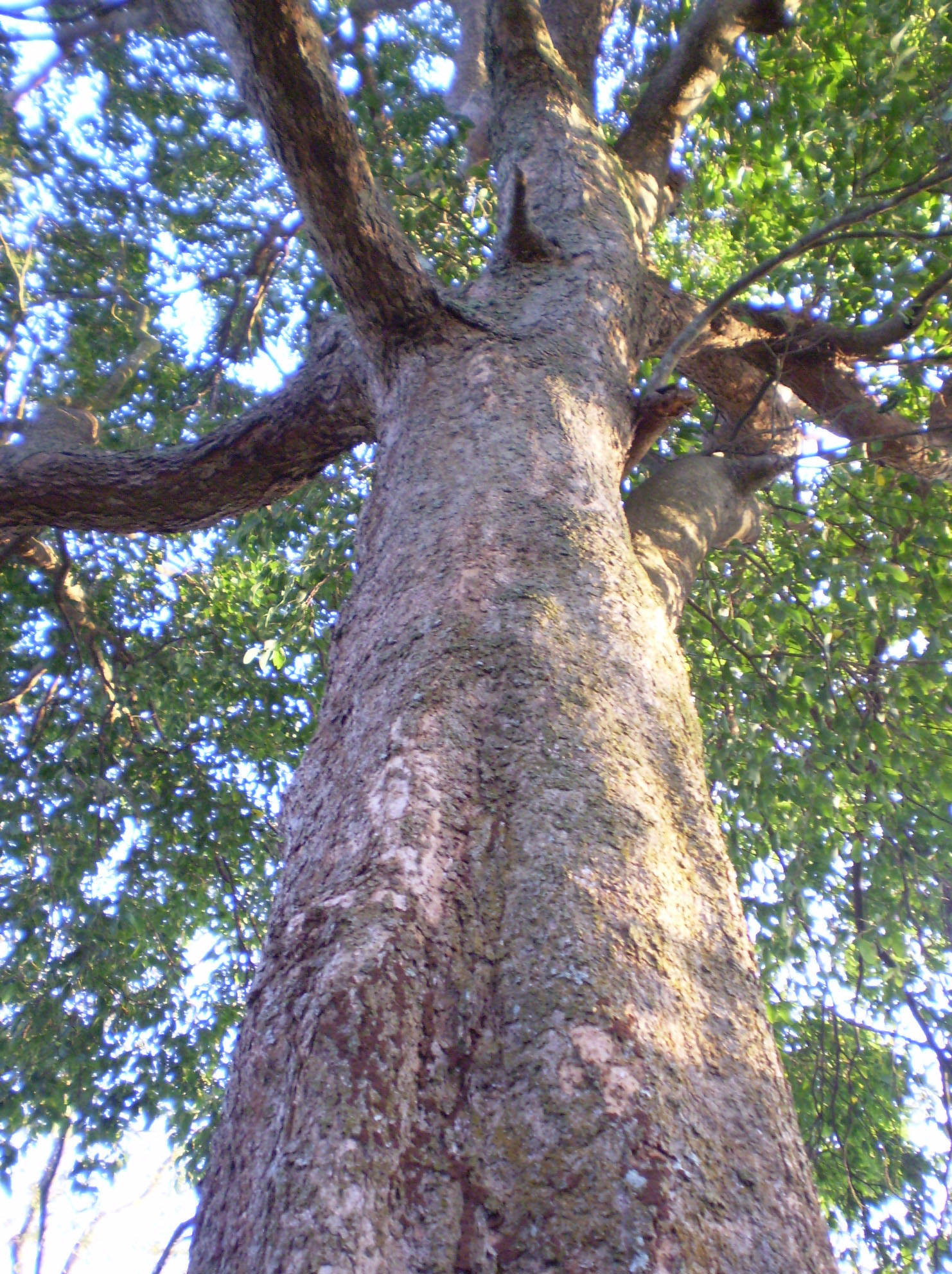